# Musée national des Arts, Rites et Traditions du Gabon
Le musée national des Arts, Rites et Traditions du Gabon (MNARTG) est le principal musée du Gabon. Il abrite une collection de 2500 œuvres et objets d'art traditionnel gabonais. 
Inauguré en février 2019, le nouveau musée se situe au centre-ville de Libreville, au 51 avenue Augustin Boumah, en face de la Chambre de Commerce,.

## Histoire du musée
À la demande du président Léon Mba, le Gabon accueille en 1960, un groupe de chercheurs français de l'Office de la Recherche Scientifique et Technique d’Outre-mer (ORSTOM), devenu l'Institut de recherche pour le développement (IRD), constitué des ethnomusicologues Herbert Pepper, Pierre Sallée et de l'ethnologue, Louis Perrois.  
Accompagné d'une équipe de chercheurs et d'interprètes gabonais dont Élie Ekoga Mvé, Jean-De-Dieu Moubegna et Pascal Hembe, ils ont pour mission de créer un espace qui puisse abriter le résultat de leurs recherches et assurer une mission de diffusion culturelle.  
C'est ainsi que le petit musée, aménagé dans l'ancienne résidence d'Herbert Pepper, dans le quartier Montagne Sainte, voit le jour. Il sera inauguré par le Président Léon MBA, le 4 octobre 1963. 
Néanmoins la collection ne cesse de s'agrandir et le besoin d'un nouvel espace se fait ressentir. Le musée s'installe alors en plein centre-ville, dans un ancien bâtiment administratif qui fut inauguré le 27 novembre 1967, sous l'appellation musée des Arts et Traditions . 
Dès 1975, le musée des Arts et Traditions est placé sous la tutelle du secrétariat de ministère de la Culture et des Arts et devient en 1976, le musée national des Arts et Traditions.

## Le nouveau musée
Le nouveau musée comprend des salles d'exposition permanentes et temporaires, un jardin botanique renfermant une centaine d'essences végétales locales, une salle d’archives sonores et audiovisuels (bandothèque), une bibliothèque, des locaux administratifs ainsi qu’une boutique et un restaurant. 
Il accueille depuis 2022 le Festival international du livre gabonais et des arts. 

## Collections
La collection du musée compte 2500 objets ethnographiques collectés dès 1954 et répartis en 16 collections : vannerie, ustensiles de cuisine, métallurgie, instruments de musique, statuettes, pierres de Mbigou, archéologie, reliquaires, masques, cannes, chasse, monnaie de dot, poterie, pêche, parure et divers. 
Le musée possède également un fonds documentaire de 2627 ouvrages et un fonds sonore et audiovisuel constitué de 1114 enregistrements répertoriés en 4 champs esthétiques : contes, danses, chants et instruments.

## Expositions
- 1997 : L'Esprit de la forêt Terres du Gabon
- 2005 : Sacrés masques : À la découverte des masques du Gabon[6]
- 2014 : Rites et Croyances[7]
- 2019 : Gabon, Terre du Bwiti
- 2019 : Exposition photographique sur Omar Bongo Ondimba[8]
- 2019 : Exposition AtWork de 24 créations de jeunes créatifs contemporains[9]
- 15 avril - 15 juin 2021 : Les Racines de l'Espoir - Georges M'Bourou[10]
- 20 décembre - 30 juin 2022 : Des fibres et des formes : la vannerie du Gabon dans tous ses états